# Hi-tensión
Hi-tension (拝Hiテンション) es un manga de Kōta Hirano realizado en 1996, por el editor de colores EX. Manga es una colección de manga de capítulo a capítulo en una gran variedad de revistas en diversas editoriales. En total hay 10 capítulos con una historia que es totalmente independiente y con algo de Hentai.

## Lista de Capítulos
1. Shanghai Yuugekitai
- Colorido en Diserialkan Bee Vol 9

2. Sabaku no Youjinbou
- Colorido en Diserialkan Bee Vol 14

3. Watashi no Ashinaga Patrón
- Diseñado en la edición de Kairakuten en enero de 1996

4. Dou mo wa Goro Muchashita Monjya
- Diseñado en la edición de Kairakuten en noviembre de 1995

5. Koi no Strikeback
- Diseñado en la edición de Kairakuten en septiembre de 1995

6. Muteki Kyoukan Kawahara
- Diseñado en la edición de Kairakuten en mayo de 1995

7.  Deep
- Diseñado en la edición de Kairakuten en enero de 1995

8. Front
- Diseñado en la edición de Geotopia en noviembre de 1994

9. Techno Banchou
- Diseñado en la edición de Kaiser Penguin Vol # 8

10. Techno Banchou SS
- Diseñado en la edición de Kaiser Penguin Vol # 12